# Верешковичи-1
Верешковичи-1 — деревня в Духовщинском районе Смоленской области России. Входит в Пречистенское сельское поселение. 

## География
Расположена в северной части области в 33 км к северу от Духовщины, в 3 км восточнее автодороги Р136 Смоленск — Нелидово, на берегу реки Сладица. В 51 км юго-восточнее деревни расположена железнодорожная станция Ярцево на линии Москва — Минск. 

## Население
Население — 216 жителей (2007 год), 205 жителей (2010 год). 

## История
В годы Великой Отечественной войны деревня была оккупирована гитлеровскими войсками в июле 1941 года, освобождена в сентябре 1943 года.
В 2017 году в состав деревни Верешковичи-1 была включена упразднённая деревня Верешковичи-2.